# NGC 6553
NGC 6553 (również GCL 88 lub ESO 521-SC36) – gromada kulista znajdująca się w gwiazdozbiorze Strzelca. Odkrył ją William Herschel 22 maja 1784 roku. Jest położona w odległości ok. 19,6 tys. lat świetlnych od Słońca oraz 7,2 tys. lat świetlnych od centrum Galaktyki.